# Wuustwezel
Wuustwezel ist eine belgische Gemeinde in die Kempen der Region Flandern mit 21.794 Einwohnern (Stand 1. Januar 2024). Sie liegt im Norden des Landes und grenzt unmittelbar an die Niederlande. Sie besteht aus dem Hauptort, dem Ortsteil Loenhout sowie einigen kleineren Ortschaften.
Antwerpen liegt 22 Kilometer südwestlich, die niederländische Großstadt Breda 25 km nordöstlich und Brüssel etwa 60 km südlich. Die nächsten Autobahnabfahrten befinden sich beim Ortsteil Loenhout und der Gemeinde Brecht an der A1/E 19. In Kalmthout und Essen-Wildert befinden sich die nächsten Regionalbahnhöfe und in Antwerpen halten auch überregionale Schnellzüge. Der Flughafen Antwerpen ist der nächste Regionalflughafen und Brüssel National nahe der Hauptstadt ist ein internationaler Flughafen.

## Söhne und Töchter der Gemeinde
- Ann Petersen (1927–2003), Schauspielerin
- Marten Van Riel (* 1992), Triathlet
- Nathan Van Hooydonck (* 1995), Radrennfahrer